# Vanessa Voigt
Vanessa Voigt (Smalcalda, 7 ottobre 1997) è una biatleta tedesca.

## Biografia
Ha esordito in Coppa del Mondo il 6 marzo 2021 a Nové Město na Moravě (64ª nella sprint) e ai Giochi olimpici invernali a Pechino 2022 dove ha vinto la medaglia di bronzo nella staffetta (insieme alle compagne di squadra Vanessa Hinz, Franziska Preuß e Denise Herrmann) e si è classificata 18ª nella sprint, 12ª nell'inseguimento, 4ª nell'individuale, 18ª nella partenza in linea e 5ª nella staffetta mista. L'11 marzo 2022 ha ottenuto il primo podio in Coppa del Mondo nella sprint di Otepää; ai Mondiali di Oberhof 2023 ha vinto la medaglia d'argento nella staffetta, si è classificata 41ª nella sprint, 46ª nell'inseguimento, 23ª nella partenza in linea, 19ª nell'individuale e 6ª nella staffetta mista. Il 20 gennaio 2024 ha conquistato ad Anterselva in staffetta mista individuale la prima vittoria in Coppa del Mondo e ai successivi di Nové Město na Moravě 2024 ha conquistato la medaglia di bronzo nella staffetta e si è piazzata 18ª nella sprint, 15ª nell'inseguimento, 5ª nell'individuale, 5ª nella partenza in linea, 5ª nella staffetta mista e 6ª nella staffetta mista individuale.

## Palmarès

### Olimpiadi
- 1 medaglia:
  - 1 bronzo (staffetta a Pechino 2022)

### Mondiali
- 2 medaglie:
  - 1 argento (staffetta a Oberhof 2023)
  - 1 bronzo (staffetta a Nové Město na Moravě 2024)

### Mondiali juniores
- 1 medaglia:
  - 1 argento (staffetta a Brezno-Osrblie 2017)

### Europei
- 1 medaglia:
  - 1 argento (staffetta mista a Duszniki-Zdrój 2021)

### Coppa del Mondo
- Miglior piazzamento in classifica generale: 8ª nel 2024
- 14 podi (5 individuali, 9 a squadre):
  - 2 vittorie (a squadre)
  - 5 secondi posti (2 individuali, 3 a squadre)
  - 7 terzi posti (3 individuali, 4 a squadre)

#### Coppa del Mondo - vittorie
| Data             | Località   | Paese   | Specialità                                                  |
| ---------------- | ---------- | ------- | ----------------------------------------------------------- |
| 20 gennaio 2024  | Anterselva | Italia  | SMX (con Justus Strelow)                                    |
| 15 dicembre 2024 | Hochfilzen | Austria | RL (con Julia Tannheimer, Selina Grotian e Franziska Preuß) |

Legenda:

RL = staffetta

SMX = staffetta mista individuale